# Circuito integrato

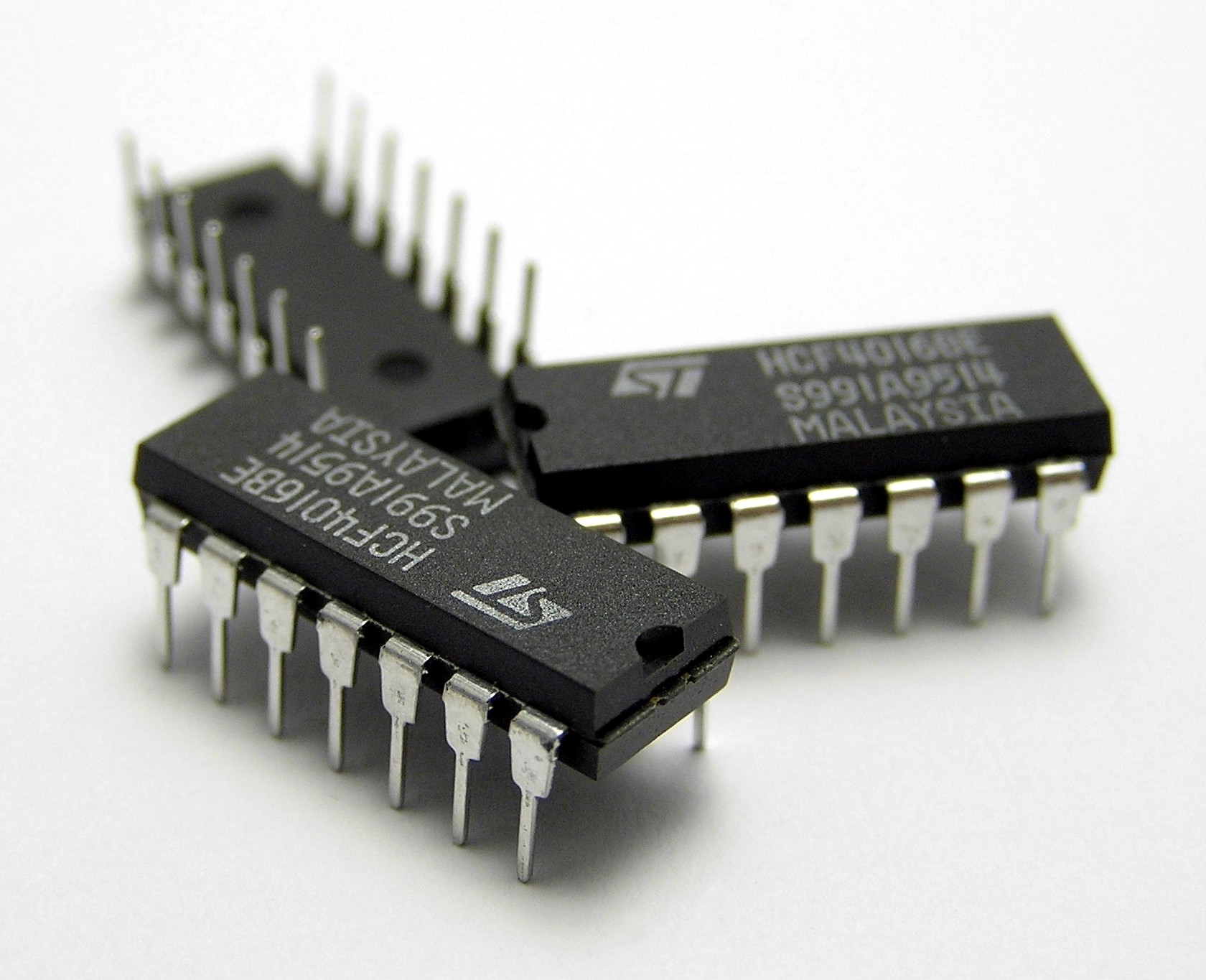
Tre circuiti integrati nei rispettivi package DIP plastici con i vari piedini uscenti

Un circuito integrato (in inglese integrated circuit, abbreviato IC) è un circuito elettronico miniaturizzato dove i vari transistori sono stati formati tutti nello stesso istante grazie a un unico processo fisico-chimico.
Un chip (lett. "pezzetto") è il componente elettronico composto da una minuscola piastrina del wafer di silicio (die), a partire dalla quale viene costruito il circuito integrato; in pratica, il chip è il supporto che contiene gli elementi (attivi o passivi) che costituiscono il circuito. A volte si utilizza il termine chip per indicare complessivamente l'integrato.
Viene realizzato a partire da un die di un wafer di un semiconduttore (generalmente silicio) attraverso diverse possibili scale di integrazione e rappresenta il core o nucleo o dispositivo di elaborazione del processore. Il circuito integrato è adibito, sotto forma di rete logica digitale o analogica, a funzionalità di processamento o elaborazione di ingressi espressi sotto forma di segnali elettrici, al fine di ottenere dati in uscita. L'ideazione del circuito integrato si deve a Jack St. Clair Kilby, che nel 1958 ne costruì il primo esemplare composto da circa dieci componenti elementari, per il quale vinse il premio Nobel per la fisica nel 2000.

## Storia

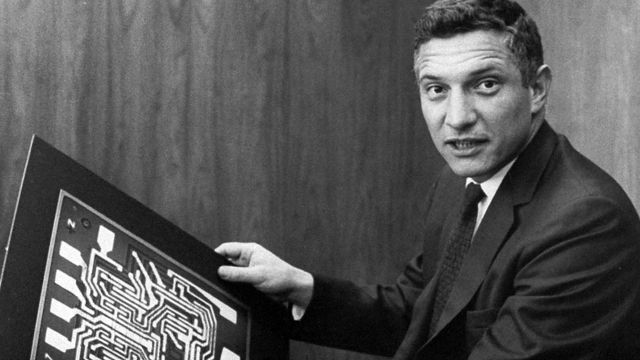
Robert Noyce inventò il primo IC monolitico nel 1959, fatto di silicio e fabbricato usando il processo planare di Jean Hoerni e il processo di passivazione di Mohamed M. Atalla

Il primo concetto di "circuito integrato" risale al 1949 quando il fisico tedesco Werner Jacobi della Siemens AG brevettò un circuito amplificatore simil-integrato che presentava cinque transistor su un substrato unico a tre stadi. Jacobi brevettò il sistema per uso come apparecchio acustico, come tipico utilizzo industriale.
L'idea origine successiva venne presentata dal britannico Geoffrey Dummer (1909-2002), uno scienziato che lavorava al Royal Radar Establishment per conto del Ministero della difesa. Dummer presentò pubblicamente l'idea al "Symposium on Progress in Quality Electronic Components" a Washington il 7 maggio 1952. Fece pubblicazioni diverse per la sua idea ma non riuscì a realizzarla concretamente neanche nel 1956. Tra il 1953 e il 1957, Sidney Darlington e Yasuro Tarui della Electrotechnical Laboratory (ora National Institute of Advanced Industrial Science and Technology) proposero un chip dove diversi transistor erano condivisi su un monolite, ma non c'era nessun isolamento a giunzione p-n a separarli.
La creazione di circuiti integrati monolitici (chip) fu possibile dal processo di passivazione superficiale, che stabilizzava elettricamente il silicio mediante ossidazione termica, rendendo possibile la fabbricazione dei dispositivi. La passivazione superficiale fu inventata da Mohamed M. Atalla presso i Bell Laboratories nel 1957. Questo rese possibile il processo planare, sviluppato da Jean Hoerni alla Fairchild Semiconductor agli inizi del 1959. Un concetto chiave che sta dietro la realizzazione dei circuiti integrati a semiconduttore è il principio dell'isolamento a giunzione p-n, che permette ad ogni transistor di operare in modo indipendente anche se appunto presenti sulla stessa superficie di silicio. Atalla con il suo processo permise di isolare elettricamente diodi e transistor, permettendo la creazione di tali dispositivi a Kurt Lehovec presso la Sprague Electric nel 1959, e a Robert Noyce della Fairchild lo stesso anno, qualche mese più tardi.
Negli anni 2000 iniziarono ad affermarsi materiali bidimensionali che possono essere impilati separatamente, strato per strato, quali: il grafene o i dicalcogenuri di metalli di transizione (TMD), tra cui il bisolfuro di molibdeno, il bisolfuro di tungsteno, il diseleniuro di molibdeno e il diseleniuro di tungsteno.
Nel 2025 viene presentato il primo chip in una lega stabile di silicio, germanio, stagno e carbonio.
Sempre nel 2025 viene avviata la produzione di massa del primo chip termodinamico, che utilizza a proprio favore il rumore relativo alle fluttuazioni elettroniche, alla dissipazione di energia e alla aleatorietà delle variabili in gioco. È ottimizzato per la generazione di immagini e video con l'intelligenza artificiale generativa.

## Descrizione
Tali sistemi sono i componenti hardware essenziali dei sistemi di elaborazione dati quali ad esempio i computer (es. processore o CPU); i microprocessori e i microcontrollori sono gli integrati presenti su moltissimi dispositivi elettronici. Il circuito elettronico è realizzato su un substrato di materiale semiconduttore (in genere silicio ma anche arseniuro di gallio o altro) chiamato die e può essere costituito da poche unità fino a qualche centinaio di milioni di componenti elettronici elementari (transistor, diodi, condensatori e resistori). Il termine integrato fa riferimento proprio alla presenza di una vasta e spesso alta concentrazione, in funzione della cosiddetta scala di integrazione e in una piccola area, di componenti elettronici di base utili al processing del segnale entrante.
Il costo di fabbricazione di un circuito integrato varia molto poco (o rimane costante) al crescere della sua complessità, per cui è molto più economico sviluppare circuiti complessi, composti di una serie di stadi interni interconnessi fra loro e con l'esterno, che accentrino tutte le funzioni necessarie ad una specifica apparecchiatura. Per questo, l'industria microelettronica offre relativamente pochi tipi di IC generici (general purpose), ma decine di migliaia di IC specializzati (special purpose) ovvero ciascuno progettato per uno scopo specifico.
Il costo di vendita al dettaglio al pubblico è piuttosto contenuto variando a seconda dei tipi tra i 2 e gli 8 €, mentre l'incremento nel tempo del numero di componenti elettronici integrati sul chip segue la legge di Moore.

### Componenti integrabili
In un circuito integrato si possono integrare facilmente transistor e diodi: è possibile creare nel substrato semiconduttore anche piccole resistenze e condensatori, ma in genere questi ultimi componenti occupano molto spazio sul chip e si tende ad evitarne l'uso, sostituendoli quando possibile con reti di transistor.
È possibile integrare anche induttori, ma il valore delle induttanze ottenibili è molto piccolo (nell'ordine dei nano henry (nH)): il loro impiego è molto limitato a causa dell'enorme occupazione di area che anch'esse richiedono, anche solo per realizzare induttori di piccolissimo valore. Inoltre, la tecnologia realizzativa dei circuiti integrati (non dedicati alle altissime frequenze) e quindi i notevoli effetti parassiti ne limitano sensibilmente le prestazioni, soprattutto se paragonati ai classici induttori non su circuito integrato.
Tali induttori integrati vengono solitamente impiegati nei circuiti integrati a radiofrequenze (LNA, mixer, ecc), ad esempio a frequenze attorno ai gigahertz (GHz). Condensatori di media e grande capacità non sono assolutamente integrabili. Sono disponibili invece vari tipi di integrati aventi la funzione relè, ovvero dispositivi dotati di ingressi logici, per mezzo dei quali interrompere o deviare segnali analogici anche multipli.

### Il contenitore(packagein inglese)

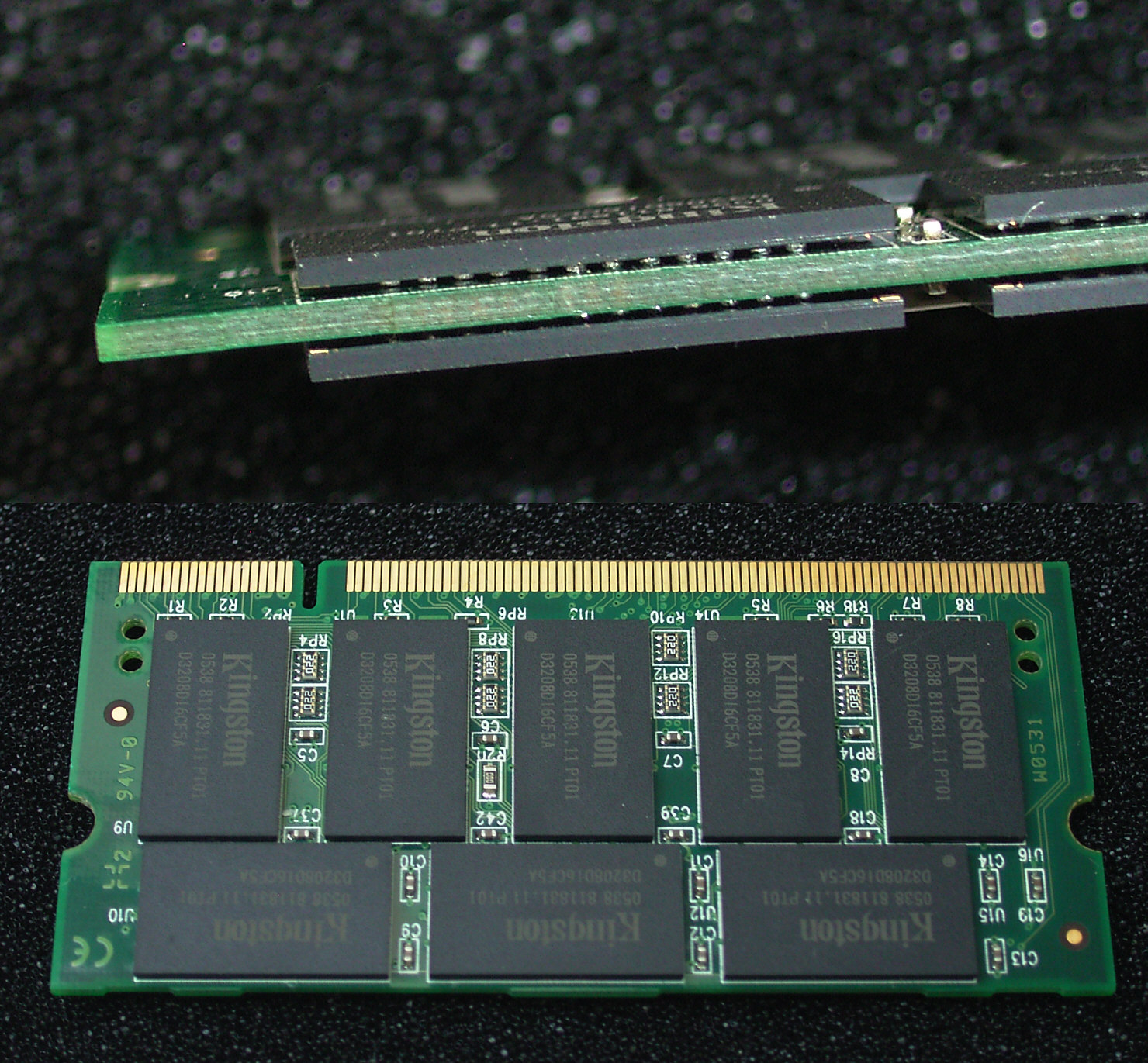
Modulo di memorie SO-DIMM in contenitore BGA (sotto i chip si intravedono le semisfere che costituiscono i contatti)

Un circuito integrato può essere realizzato in diversi contenitori:
- DIL o DIP (Dual In-line Package)
  - SOIC - Small outline integrated circuit
- QFP (Quad-edged Flat Package)
  - HQFP (Heat sinked Quad Flat Package): QFP ad alta dissipazione termica
  - VQFP (Very small Quad Flat Package): QFP plastici ultrasottili
- BGA (Ball Grid Array)
  - μBGA (micro Ball Grid Array): BGA a passo ridotto
  - FF896: BGA flip-chip a passo ridotto e 896 contatti
  - FF1152: BGA flip-chip a passo ridotto e 1152 contatti
- PLCC (Plastic Leaded Chip Carrier)
- InFO -
- CoWos - Chip-on-Wafer-on-Substrate

Il contenitore può essere in metallo, resine plastiche o ceramica. La categoria dei circuiti personalizzati (custom in inglese) comprende contenitori sia in formato standard che fuori standard. Questi ultimi hanno una forma e una piedinatura unica. Ne fanno largo impiego i produttori di strumenti di misura elettronici di classe elevata. È in uso da tempo da parte dei produttori, marchiare il componente (almeno i più diffusi), con la data di produzione costituita da un numero di 4 cifre, di cui le prime due indicano l'anno e le seguenti la settimana.
Già prima del 2000 hanno cominciato a essere molto usati i componenti in contenitori SMD (a montaggio superficiale), perché sono più piccoli, più economici e risparmiano la necessità di forare la basetta portacomponenti, semplificando molto le operazioni di montaggio eseguite su linee di produzione robotizzate.

### Scala di integrazione
La scala di integrazione di un circuito integrato dà una indicazione della sua complessità, indicando grosso modo quanti transistor sono contenuti in esso. In base alla scala di integrazione, i circuiti possono essere classificati in:
- SSI (Small scale integration): meno di 10 transistor.
- MSI (Medium scale integration): da 10 a 100 transistor.
- LSI (Large scale integration): da 100 a 10000 transistor.
- VLSI (Very large scale integration): da 10000 a 100000 transistor.
- ULSI (Ultra large scale integration) (non molto utilizzata): fino a 10 milioni di transistor.

Per numeri superiori di transistor presenti, l'integrazione viene definita come WSI (Wafer Scale Integration), potendo contenere un intero computer.
Collegata alla scala di integrazione vi è la capacità performante del circuito integrato, che aumenta con il numero dei transistor in accordo con la legge di Moore.

## Il processo di realizzazione

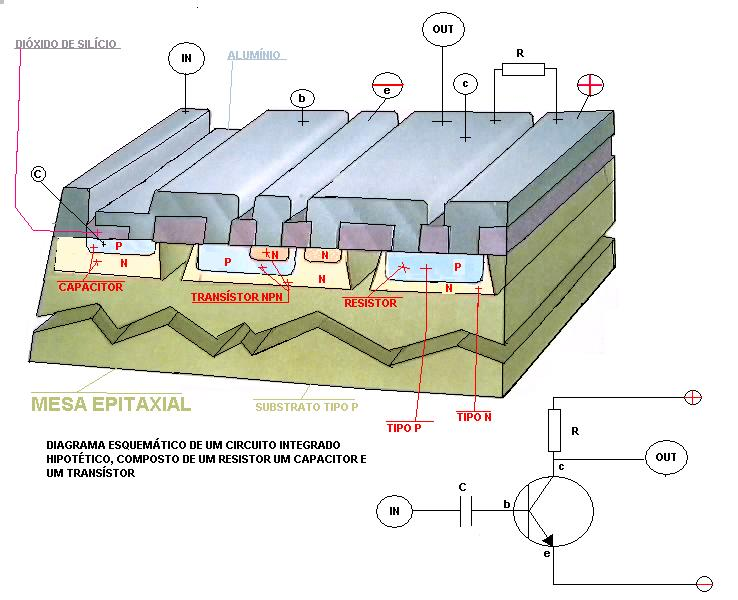
Disegno di un ipotetico circuito integrato

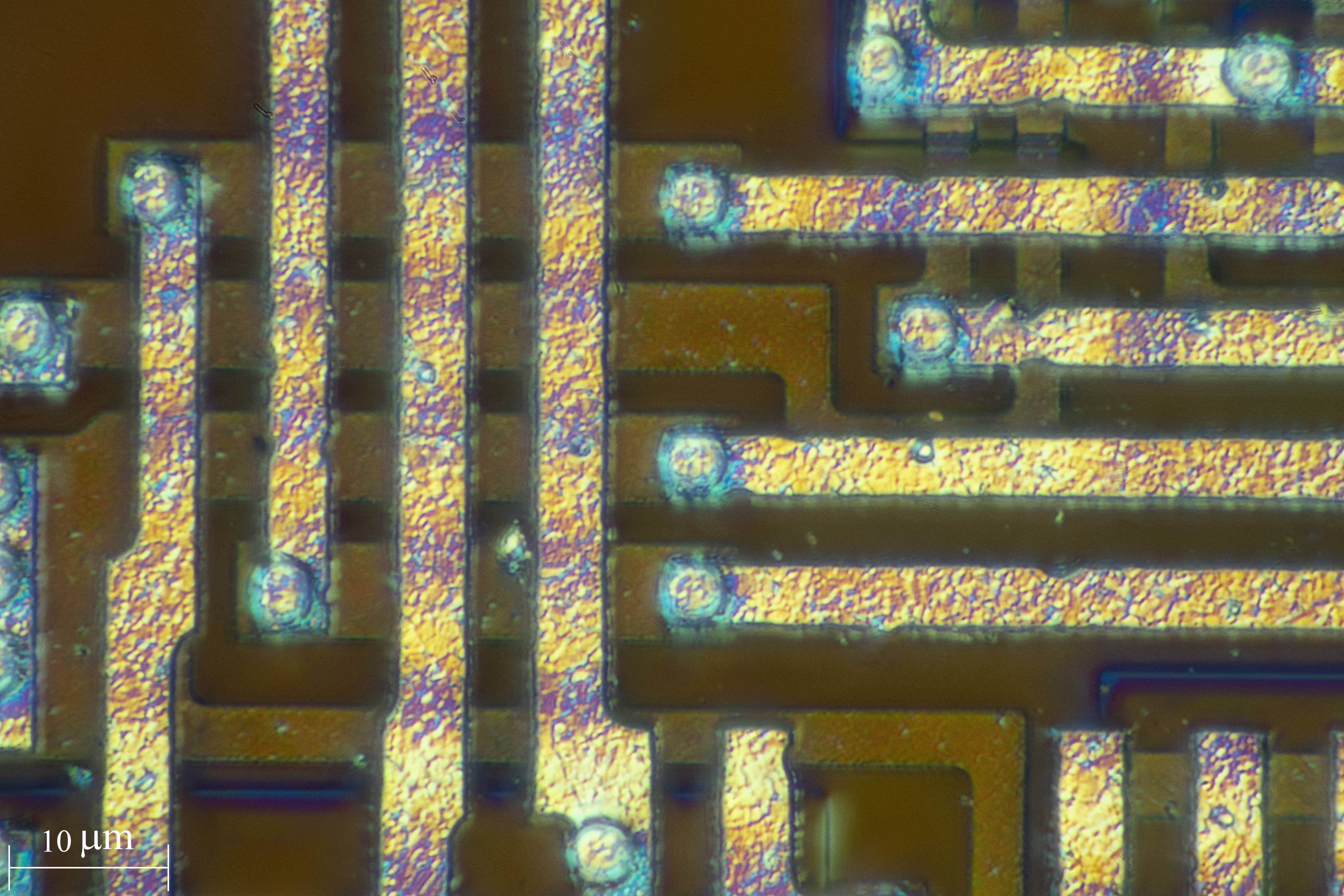
Circuito integrato al microscopio

Il materiale di partenza è una fetta circolare (wafer) di semiconduttore, detta substrato, questo materiale, in genere già debolmente drogato, viene drogato ulteriormente per impiantazione ionica o per diffusione termica per creare le zone attive dei vari dispositivi (es. zone p e n nei transistor); poi vengono depositati, cresciuti per epitassia oppure termicamente, una serie di sottili strati di materiali diversi:
- Strati di semiconduttore policristallino (definito di grado elettronico EGS, Electronic Grade Silicon, cioè silicio con meno di un'impurità ogni miliardo di atomi e quindi molto puro);
- Strati isolanti sottili;
- Strati isolanti di ossido, molto più spessi;
- Strati metallici (siliciuri o metalli come ad esempio alluminio, tungsteno o più raramente rame) per i collegamenti elettrici.

La geometria delle zone che devono ricevere il drogaggio e quella dei vari strati è impressa sul substrato con un processo di fotolitografia: ogni volta che il circuito integrato in lavorazione deve ricevere un nuovo strato o una nuova impiantazione di droganti, viene ricoperto di un sottile film fotosensibile, che viene impressionato attraverso un negativo fotografico (detto "maschera" o "layout") ad altissima definizione.
Le zone del film illuminate divengono solubili e vengono asportate dal lavaggio, lasciando scoperto il chip sottostante, pronto per la prossima fase di lavorazione, rimozione selettiva o drogaggio delle aree prive del film fotosensibile.

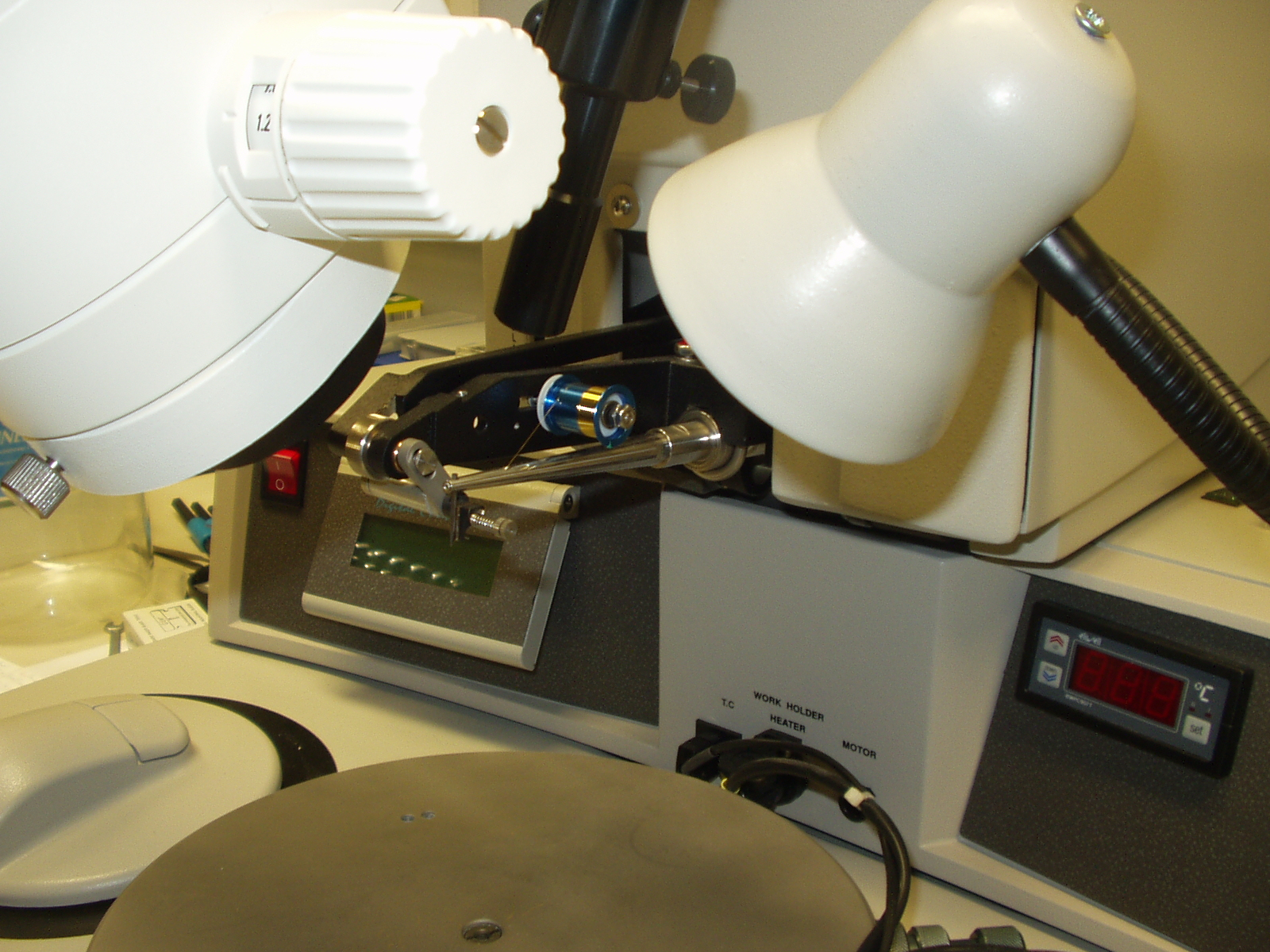
Stazione di saldatura manuale dei sottili fili tra le piazzole del die e i pin del package. Attualmente la procedura è automatizzata

Una volta terminata la creazione dei chip sul substrato, questi vengono testati, il substrato viene tagliato e i chip incapsulati nei contenitori (packages in inglese) con cui verranno montati sui circuiti stampati attraverso i piedini, detti anche pin in inglese.

## Tipologie

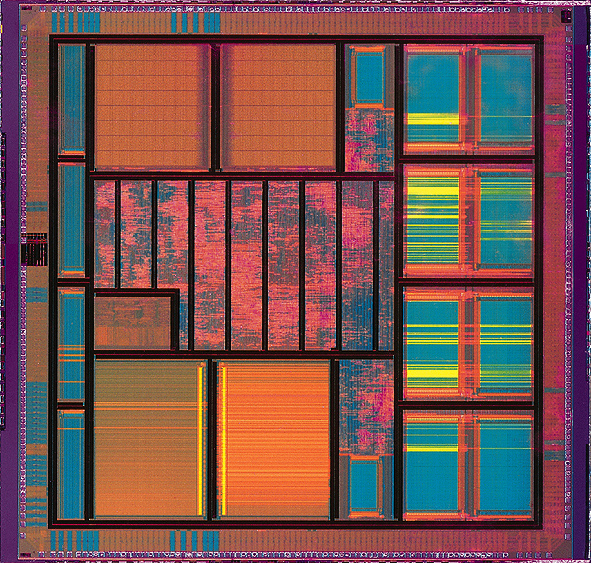
Interno di un circuito integrato chiamato die

I circuiti integrati si dividono principalmente in due grandi categorie: analogici e digitali. Esistono tipi di circuito che non rientrano in queste due: essi hanno funzioni particolari, di uso meno diffuso, come, ad esempio, i sample and hold. I produttori le raggruppano in sottocategorie specializzate.
Quelli analogici sono concepiti per elaborare segnali analogici (cioè che possono variare con continuità nel tempo in modo arbitrario), mentre quelli digitali sono creati per trattare con segnali digitali binari, che possono assumere soltanto due valori "legittimi" diversi. Un esempio di IC analogico generico è l'amplificatore operazionale, mentre esempi di IC digitali sono le porte logiche, i multiplexer e i contatori.

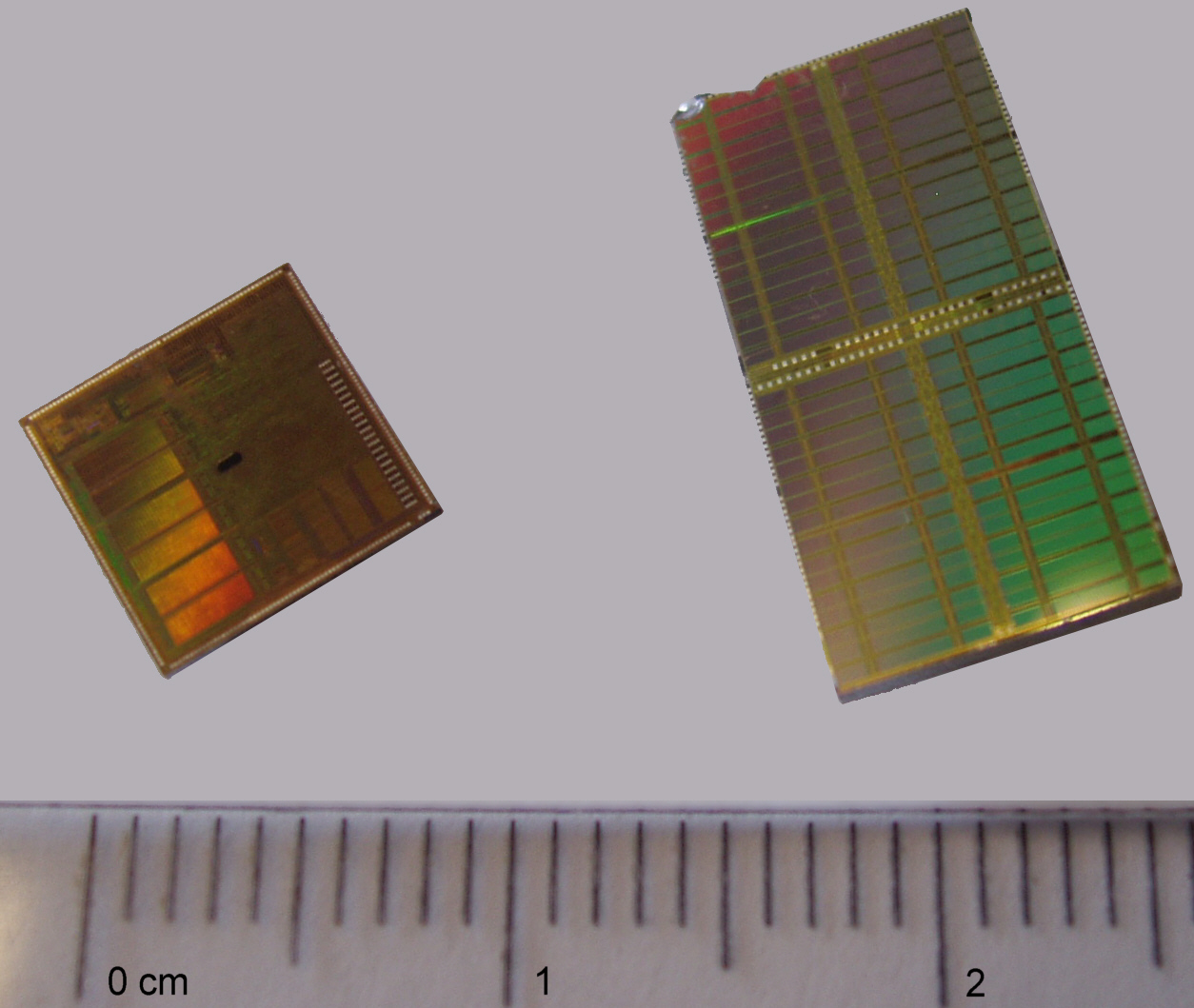
Die di un microprocessore e di una memoria a confronto

Storicamente i primi circuiti integrati furono digitali, sviluppati per i primi computer. Questi IC adottavano schemi elettrici interni di tipo RTL (da Resistor Transistor Logic), cioè integravano una serie di resistenze su semiconduttore per le polarizzazioni interne: successivamente le resistenze vennero sostituite con diodi, ottenendo schemi DTL (Diode Transistor Logic), e nel 1961 anche i diodi furono sostituiti con transistor nella famiglia TTL (Transistor Transistor Logic), a cui sono seguite le varianti a basso consumo (LS) e quelle più veloci.
Esiste una famiglia chiamata ECL (Emitter Coupled Logic) il cui principio di funzionamento fu realizzato nel 1956 nei laboratori IBM; di impiego meno diffuso delle altre ma tuttora usata, è caratterizzata da una velocità di commutazione estremamente rapida, a scapito però del consumo di corrente, molto elevato.
A seconda del tipo di transistor utilizzato, i circuiti integrati si dividono poi ulteriormente in Bipolari se usano transistor bipolari classici o CMOS (Complementary Metal Oxide Semiconductor) se usano transistor MOSFET. Negli anni '90 la Intel mise a punto una nuova tecnologia ibrida per i suoi microprocessori, detta BiCMOS, che permette di usare entrambi i tipi di transistor sullo stesso chip.

## Versioni per il mercato
Come avviene per molti componenti elettronici, includendo diodi e transistor, anche i circuiti integrati vengono commercializzati in due o più versioni, aventi ciascuna prestazioni elettriche e termiche differenti. Dato che i chip non hanno tutti caratteristiche elettriche perfettamente identiche, il produttore opera una selezione, dividendo in due o più fasce prestazionali lo stesso circuito. Anche il package può essere diverso.
I parametri sui quali viene fatta la selezione possono essere i più vari: temperatura di lavoro garantita, percentuale di errore nella conversione nel caso di un convertitore A/D, grado di linearità di un sensore di temperatura, tensione di lavoro garantita e tanti altri. Per esempio, l'amplificatore operazionale LM108 viene commercializzato anche nella versione LM208 e LM308; il primo ha prestazioni migliori dei secondi, compresa la tensione di lavoro, il vantaggio di poter alimentare l'operazionale con 18 volt speculari invece di 15, permette di avere un segnale di uscita con un livello di tensione più alto, oppure, alimentato con una tensione minore, garantire al circuito in cui è impiegato, una maggiore affidabilità nel tempo.
In genere, le fasce di temperatura di lavoro che si possono garantire per le più diffuse famiglie di circuiti integrati sono quattro: 
- la fascia "consumer" (TV, hi-fi, telefoni, etc.) 0 ÷ 75 °C
- la fascia "industrial" (robotica, automazione, apparecchiature industriali) -25 ÷ 85 °C
- la fascia "automotive" (applicazioni nel campo automobilistico) -40 ÷ 85 °C (che tende a sostituire la fascia "industrial")
- la fascia "military" (apparecchiature mediche, militari, satellitari) -55 ÷ 125 °C

Ovviamente il prezzo del dispositivo varia anche notevolmente da una fascia ad un'altra. Il package dei dispositivi in fascia military è quasi esclusivamente ceramico.

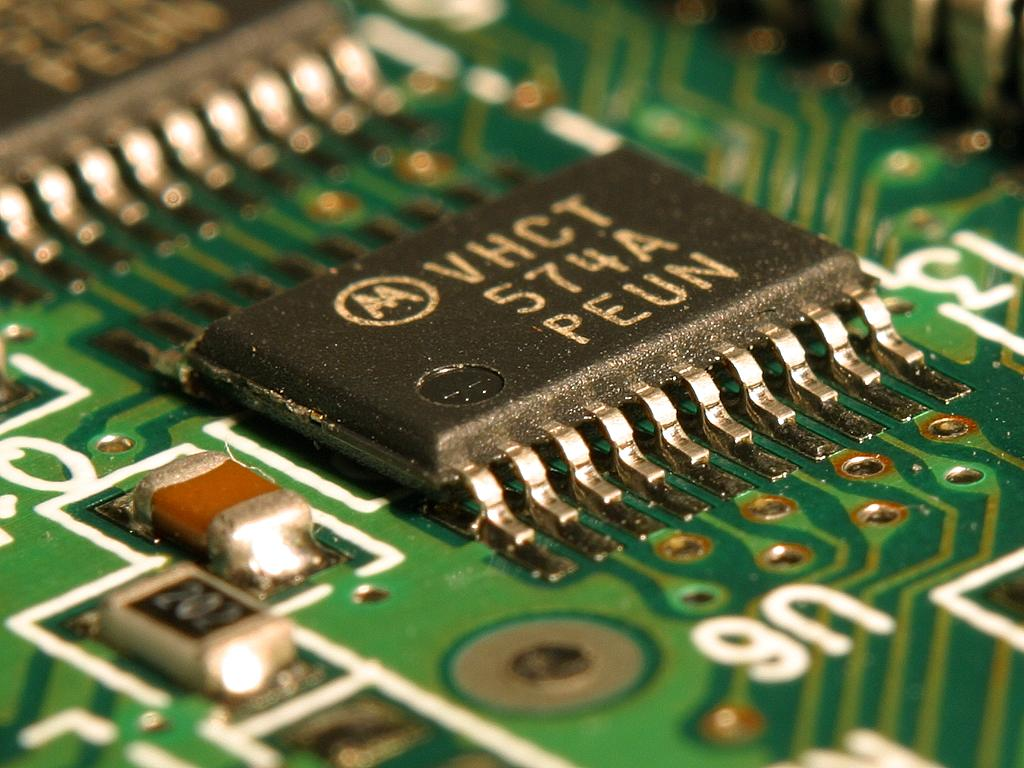
Un circuito integrato SMT montato su circuito stampato

In alcuni casi, è il costruttore stesso di un'apparecchiatura elettronica ad effettuare un'ulteriore selezione, volta ad ottenere il componente con caratteristiche ancora superiori, necessarie all'impiego previsto nel circuito in progetto.
Nei casi estremi, quando nessun circuito in commercio possiede le caratteristiche necessarie per il progetto in corso, il costruttore progetta e realizza da sé il componente o affida ad altri la realizzazione; il componente porterà una sigla non commerciale e potrà avere caratteristiche non standard. Sarà un custom.

## Costo e impatto
I costi di realizzazione dei circuiti integrati si sono ridotti notevolmente nel tempo grazie a tecnologie sempre più efficienti ed automatizzate e alla forte economia di scala e sono divenuti ormai componenti elettronici circuitali a costo relativamente basso.
Secondo McKinsey, dal 1995 al 2015 l'industria dei microchip ha generato un fatturato di 3.000 miliardi di dollari e un indotto di 11.000.

## Riciclo
IBM ha elaborato nel 2007 un metodo per riciclare il silicio contenuto nei chip e per poterlo riutilizzare per sistemi fotovoltaici. Il processo ha vinto "Most Valuable Pollution Prevention Award" nel 2007.